# Catastrophe de Port Chicago
| \| Localisation sur la carte des États-Unis · Port Chicago \| Localisation sur la carte des États-Unis Port Chicago. |
| Localisation sur la carte des États-Unis · Port Chicago                                                              |

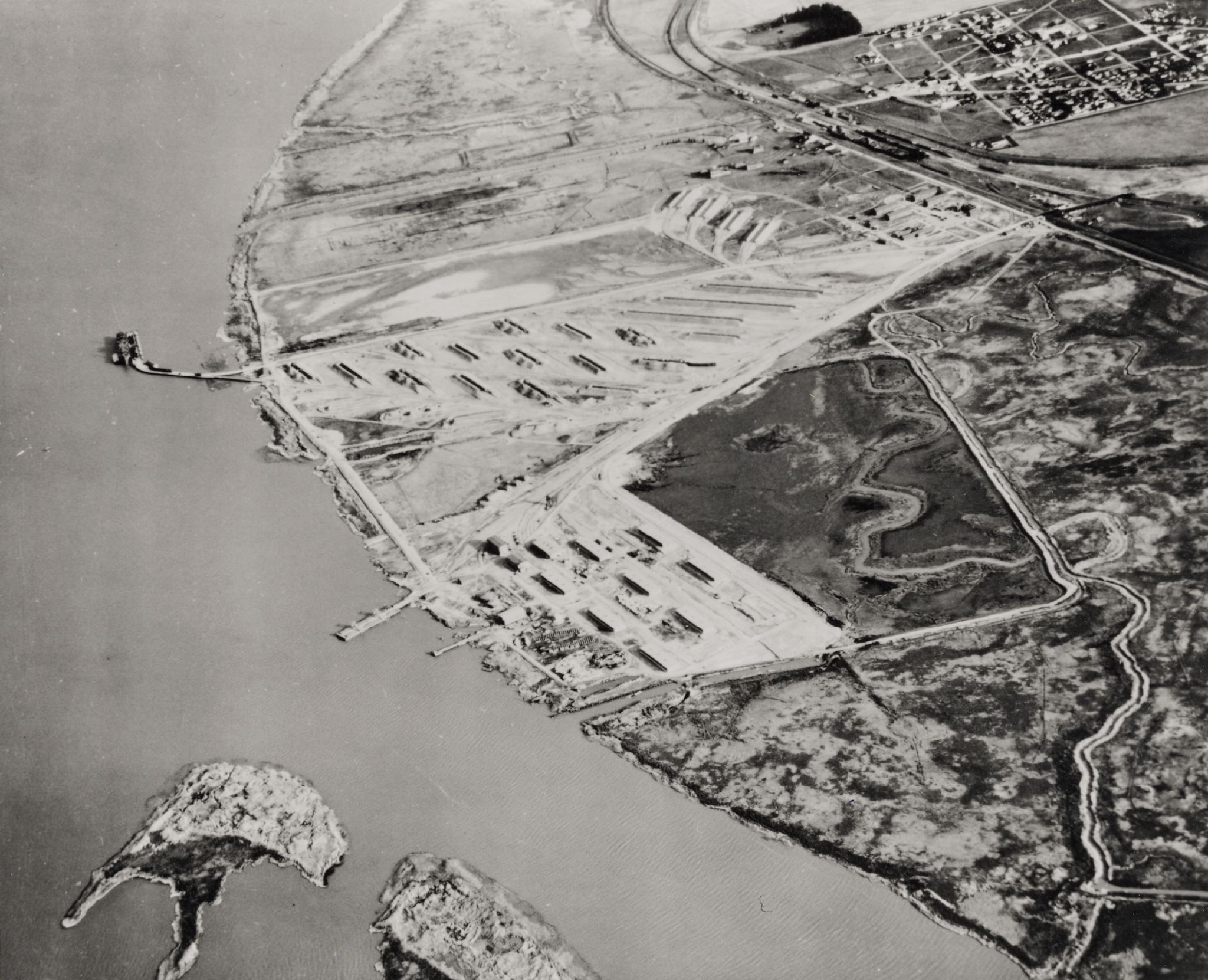
Port Chicago au début de l'année 1944.

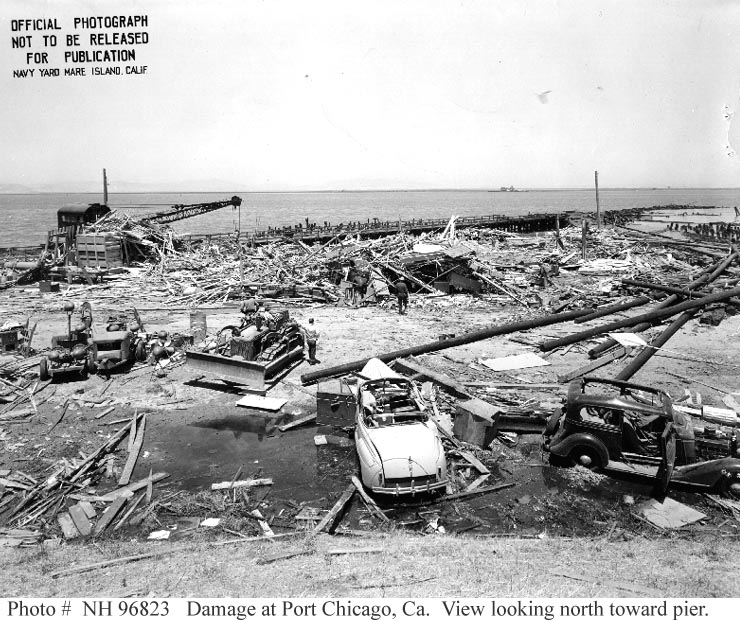
Embarcadère après la catastrophe.

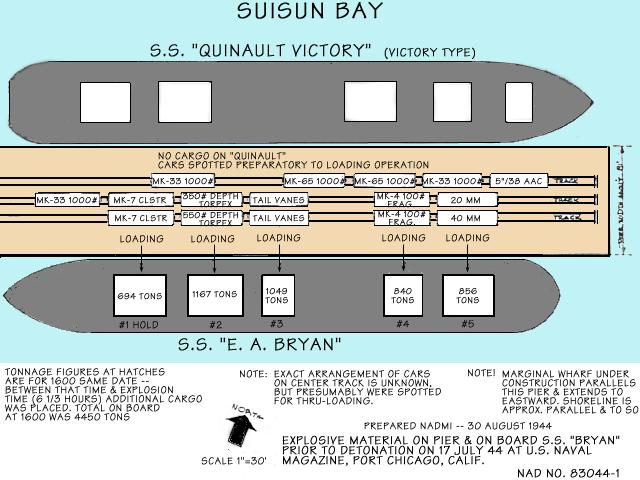
Schéma montrant la position du SS E. A. Bryan et du SS Quinault Victory.

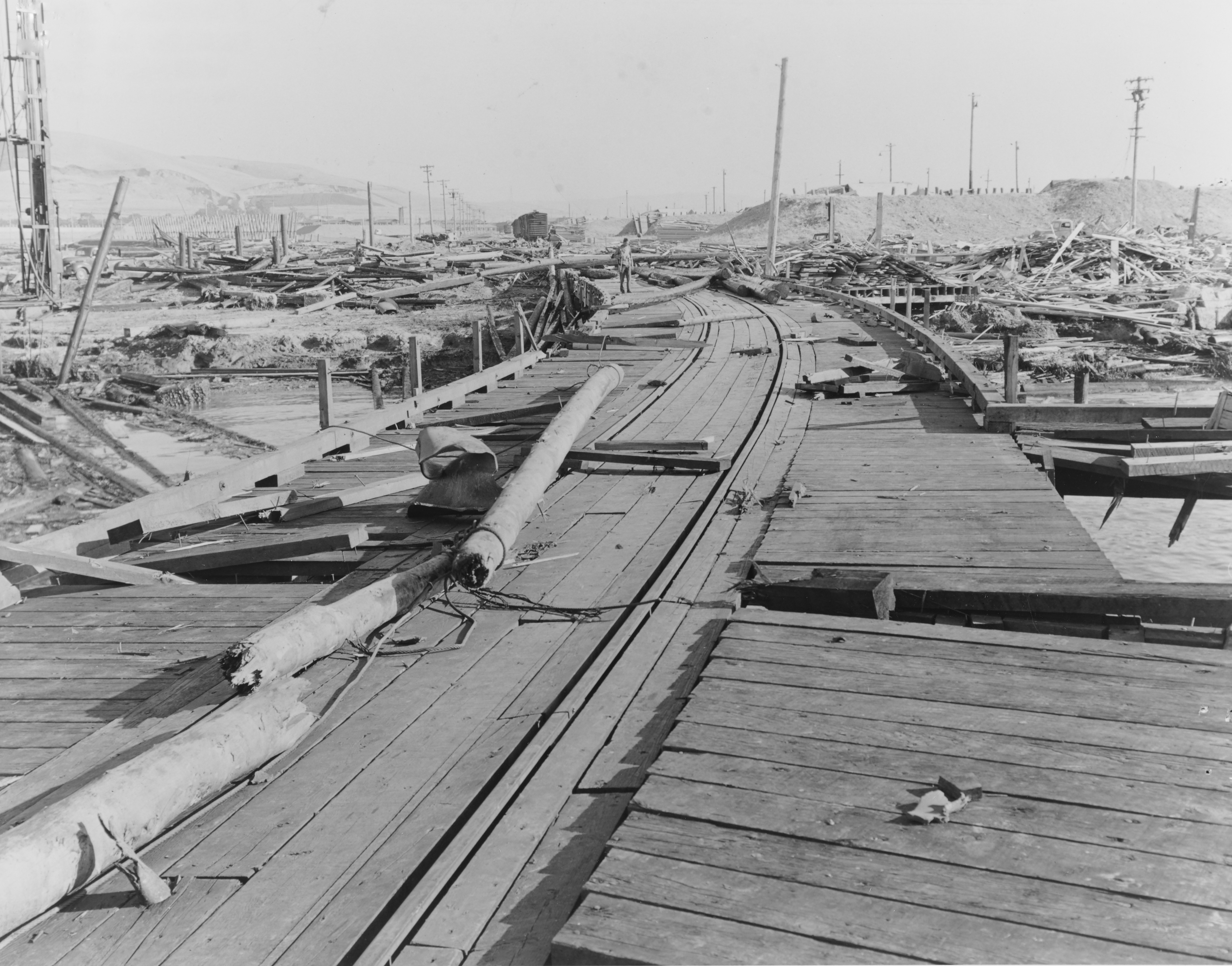
La jetée de Port Chicago après l'explosion du 17 juillet 1944.

La catastrophe de Port Chicago est l'explosion accidentelle de deux cargos de munitions 
en cours de chargement, le 17 juillet 1944, à Port Chicago, en Californie (États-Unis). La catastrophe fit 320 morts, 400 blessés et de très importants dégâts matériels.

## Le contexte
Durant la Seconde Guerre mondiale, la flotte américaine du Pacifique était approvisionnée en munitions par un dépôt, appelé le « Naval Ammunition Depot », situé à Port Chicago, à 50 km au nord-est de San Francisco, dans la baie de Suisun. La localité de Port Chicago, peuplée de 1 500 habitants, se trouvait à 2,5 km du dépôt. La base navale de Mare Island, située à proximité, avait également un dépôt de munitions où s'effectuait le chargement des cargos.
La construction du dépôt de Port Chicago avait été autorisée le 9 décembre 1941, deux jours après l'attaque de Pearl Harbor, et le dépôt commença à fonctionner en novembre 1942. Le site de Port Chicago avait été utilisé comme chantier naval pendant la Première Guerre mondiale. Il était desservi par trois lignes de chemin de fer : Southern Pacific, Santa Fe et Western Pacific. Les munitions provenaient principalement d’une usine située à Hawthorne (Nevada). À leur arrivée à Port Chicago, les wagons étaient placés entre des murs de protection en béton. Le train avançait ensuite sur une jetée le long de laquelle pouvaient accoster deux cargos. La caserne des marins chargés de la manutention, tous des conscrits afro-américains, était distante de 1,5 km.
La United States Navy, qui avait une longue tradition de ségrégation à l'égard des Afro-Américains, en recrutait depuis 1932, mais en nombre limité. Ils étaient confinés à des tâches subalternes, dans les cuisines, ou affectés à la manutention des munitions. En 1942, l'U.S. Navy se résigna à accepter des Afro-américains dans les services généraux, mais dans des unités qui leur étaient réservées. Il y avait 150 000 Afro-Américains dans l'U.S. Navy, mais ils n'effectuaient aucun service en mer et il n'y avait aucun officier afro-américain.
Au moment de la catastrophe, il y avait au dépôt de Port Chicago 1 400 conscrits afro-américains, 71 officiers, 106 gardes de marine[C'est-à-dire ?] et 230 civils. Ni les officiers, tous blancs, ni les hommes n'avaient reçu la moindre formation pour manipuler les munitions. Il existait des consignes de sécurité, mais les hommes affectés à cette tâche subissaient une énorme pression pour effectuer les chargements le plus rapidement possible. Les officiers faisaient même des paris sur la quantité de munitions que leur équipe pourrait charger en 8 heures et ils menaçaient les hommes de sanctions pour que le travail avance plus vite.
Le chargement des munitions dans les cargos s'effectuait sans interruption. Trois équipes de 125 hommes se succédaient toutes les huit heures. Les conditions de travail étaient très pénibles. Les hommes transportaient les munitions manuellement sans gants de protection, ou au moyen de chariots. Les bombes de forte puissance étaient roulées depuis les wagons par une rampe, jusqu'à la jetée, puis placées dans des filets de chargement étendus sur le sol. Les munitions étaient très variées : balles de petit calibre, bombes à fragmentation, bombes incendiaires, bombes à charges creuses, bombes jusqu'à 2 000 livres. Puis les filets étaient descendus dans la cale au moyen des bras du navire et les munitions étaient rangées par couches, isolées par des copeaux de bois.

## L'explosion
Dans la soirée du 17 juillet 1944, deux navires étaient en cours de chargement :
- Le Liberty ship SS E. A. Bryan avait 4 178 tonnes (métriques) de munitions et d'explosifs à bord, après quatre jours de chargement, et 98 conscrits afro-américains y travaillaient. À bord se trouvaient également l'équipage de 31 hommes de l'U.S. Merchant Marine et 13 gardes de marine armés.
- Le Liberty ship SS Quinault Victory était amarré à l'embarcadère depuis 18 heures ce soir-là et en cours de chargement par 100 conscrits afro-américains. Il s'agissait de son premier voyage. À bord se trouvaient les 36 hommes d’équipage et 17 gardes.

Une barge de pompiers des gardes-côtes était également amarrée à la jetée, sur laquelle se trouvaient 430 tonnes de bombes attendant d'être chargées, une locomotive et 16 wagons avec 3 civils et un marine en sentinelle. 
Une énorme explosion eut lieu à 22 h 18. Elle fut entendue à 300 km et l'onde de choc fut ressentie jusqu'à Boulder (Colorado), à 800 km. Selon les témoins, il y eut d'abord un éclair blanc brillant accompagné d'une détonation sourde, suivi, six secondes plus tard par une explosion plus violente lorsque le chargement du E. A. Bryan explosa. Une colonne de feu et de fumée s'éleva à plus de 3 km de hauteur au-dessus de Port Chicago. Des débris de métal chauffé à blanc et des bombes qui n'avaient pas explosé furent projetés en l'air et retombèrent jusqu'à 3 km du lieu de l'explosion. L'équipage d'un avion de l'Armée qui volait à 3 000 mètres d'altitude vit passer des morceaux de métal aussi gros qu'une maison. Selon le copilote, le « feu d’artifice » dura une minute.

## Conséquences
L'explosion, dont la cause ne fut jamais déterminée avec certitude, creusa un cratère de 22 mètres de profondeur, 100 mètres de large et 230 mètres de long dans la rive du fleuve Sacramento. La jetée en bois longue de 400 mètres, la locomotive et les wagons, le SS E. A. Bryan et 320 hommes disparurent, dont 202 marins afro-américains. Il ne restait pas un seul morceau identifiable du SS E. A. Bryan et la poupe du SS Quinault Victory gisait retournée à 200 m de la jetée.
Une équipe du Los Alamos National Laboratory, qui travaillait alors sur le projet Manhattan, étudia l’explosion : elle fut évaluée à l’équivalent de 2 000 tonnes de trinitrotoluène (TNT)

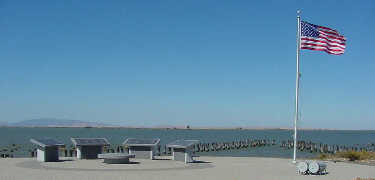
Le Mémorial national du dépôt de Port Chicago.

Les conscrits afro-américains survivants furent envoyés à la base toute proche de Mare Island. Quelques jours plus tard, ils y reçurent l'ordre de faire le même travail dans les mêmes conditions qu'à Port Chicago. Cinquante d'entre eux refusèrent, provoquant la mutinerie et le procès de Mare Island.
L'U.S. Navy racheta la ville de Port Chicago dans les années 1960. Le dépôt fut incorporé à la « Concord Naval Weapons Station », qui fut un important port d'embarquement de munitions pendant la guerre du Viêt Nam. Il fut aussi, dans les années 1970 et 1980, le site de manifestations pacifistes.
Chaque année a lieu sur le site une cérémonie du souvenir. En 1994, fut inauguré un mémorial qui rappelle le rôle de Port Chicago pendant la Seconde Guerre mondiale ainsi que l'explosion du 17 juillet 1944, qui fut la catastrophe industrielle la plus meurtrière de la guerre sur le territoire des États-Unis.